# 呉竹寮
呉竹寮（くれたけりょう）とは、かつて東京都千代田区の皇居本丸中央付近にあった御殿である。昭和天皇の内親王が学齢期に入居していた。

## 建設背景
昭和天皇と香淳皇后は手許での子女養育を希望していたが、皇室の慣習などもあり両親の元から離れて居住・学習の場が必要になった。両親にいつでも会えることと、姉妹で一緒に住めることは可能であるかと昭和天皇が侍従に尋ねたこともあり、宮殿敷地内に建設が決まった。
1931年（昭和6年）12月7日に建設が始まり、翌年3月18日に竣工した。4月4日に明治天皇が1909年に御製した和歌に因み呉竹寮と命名された。4月6日に照宮成子内親王が入居した。

## 建物
建坪約480坪の純和式平屋建て2棟からなり、10畳と8畳と次の間付きの居間のほか、20畳の遊戯室、食堂、寝室が用意された。1934年（昭和9年）に御静養室を増築した。建物周囲は芝生で藤棚や遊具などが設置された。
戦後の1964年（昭和39年）3月に解体された。ただし、御居間向は林鳥亭（りんちょうてい）として半蔵門北側の元馬場へ移築され皇室の集会所に、御寝室や御着替所などは東宮妃殿下潔斎所として賢所北東に、事務室は女官潔斎所として紅葉山下、その他にも宮内庁分室（旧桂宮御仮寓所）としてそれぞれ同年12月に移築され有効活用されている。

## 入居者
- 照宮成子内親王 1932年（昭和7年）4月6日入居、1943年（昭和18年）6月23日に花嫁修業のため退居[6]。
- 孝宮和子内親王 1935年（昭和10年）10月入居、結婚のため退居。
- 順宮厚子内親王 1937年（昭和12年）3月入居、1952年（昭和27年）10月結婚のため退居[4]。
- 清宮貴子内親王 1944年（昭和19年）3月入居、1953年（昭和28年）4月、本人の強い希望により近くの建坪40坪の平屋建て宿舎へ転居[4]。

## 潔斎所として使用
1959年（昭和34年）4月10日、皇太子明仁と美智子の結婚において、潔斎所およびお召替えの場としても使用された。美智子は朝に正田家から呉竹寮に入り、全身を清めてから十二単に着替えて結婚の儀に臨んだ。